# Vine Hill
Vine Hill is een plaats in Contra Costa County in Californië in de VS.

## Geografie
De totale oppervlakte bedraagt 12,1 km² (4,7 mijl²) wat allemaal land is.

## Demografie
Volgens de census van 2000 bedroeg de bevolkingsdichtheid 269,5/km² (697,5/mijl²) en bedroeg het totale bevolkingsaantal 3260 dat bestond uit:
- 75,09% blanken
- 2,24% zwarten of Afrikaanse Amerikanen
- 1,72% inheemse Amerikanen
- 2,27% Aziaten
- 0,18% mensen afkomstig van eilanden in de Grote Oceaan
- 11,99% andere
- 6,50% twee of meer rassen
- 24,14% Spaans of Latino

Er waren 1144 gezinnen en 814 families in Vine Hill. De gemiddelde gezinsgrootte bedroeg 2,83.

## Plaatsen in de nabije omgeving
De onderstaande figuur toont nabijgelegen plaatsen in een straal van 8 km rond Vine Hill.